# Meliola nidulans
Meliola nidulans är en svampart som först beskrevs av Ludwig David von Schweinitz, och fick sitt nu gällande namn av Mordecai Cubitt Cooke 1882. Meliola nidulans ingår i släktet Meliola och familjen Meliolaceae.   Inga underarter finns listade i Catalogue of Life.